# Voorrijm
Voorrijm is rijm aan het begin van de versregels.
- blinkende toortsen en flonkrend kristal,
klinkende kelken en jubelgeschal!
(P.A. de Génestet)